# Brittney Reese
Brittney Davon Reese (Inglewood, 9 settembre 1986) è una lunghista statunitense, campionessa olimpica a Londra 2012 e quattro volte campionessa mondiale della specialità.

## Biografia
Iscritta all'Università del Mississippi, è stata campionessa NCAA di salto in lungo outdoor nel 2007 e nel 2008. Nel luglio del 2008 ha vinto i trials statunitensi svoltisi a Eugene, Oregon, conquistando la qualificazione per i Giochi olimpici di Pechino.
Il 23 agosto 2009 ha conquistato la medaglia d'oro ai Campionati mondiali di Berlino vincendo la gara di salto in lungo con la misura di 7,10 m, migliore prestazione mondiale stagionale.
Due anni dopo, in occasione dei Mondiali di Taegu conferma il titolo mondiale nel lungo, vincendo l'oro con la misura di 6,82 m.
Vince i Mondiali indoor 2012 a Istanbul, in Turchia con la misura di 7,23 m che vale il record dei campionati e anche il suo primato personale. L'8 agosto ai Giochi olimpici di Londra 2012 vince l'oro con la misura di 7,12 m.

## Progressione

### Salto in lungo
| Stagione | Misura | Luogo       | Data      | Rank. Mond. |
| -------- | ------ | ----------- | --------- | ----------- |
| 2018     | 6,87 m | Chorzów     | 8-6-2018  | 8ª          |
| 2017     | 7,13 m | Chula Vista | 17-6-2017 | 1ª          |
| 2016     | 7,31 m | Eugene      | 2-7-2016  | 1ª          |
| 2015     | 6,97 m | Eugene      | 27-6-2015 | 5ª          |
| 2014     | 6,92 m | Sacramento  | 28-6-2014 | 3ª          |
| 2013     | 7,25 m | Doha        | 10-5-2013 | 1ª          |
| 2012     | 7,15 m | Eugene      | 1-7-2012  | 1ª          |
| 2011     | 7,19 m | Eugene      | 26-6-2011 | 1ª          |
| 2010     | 6,94 m | Losanna     | 8-7-2010  | 4ª          |
| 2009     | 7,10 m | Berlino     | 23-8-2009 | 1ª          |
| 2008     | 6,95 m | Eugene      | 3-7-2008  | 4ª          |
| 2007     | 6,83 m | Osaka       | 27-8-2007 | 15ª         |
| 2004     | 6,31 m | Gulfport    | 15-4-2004 | 197ª        |

## Palmarès

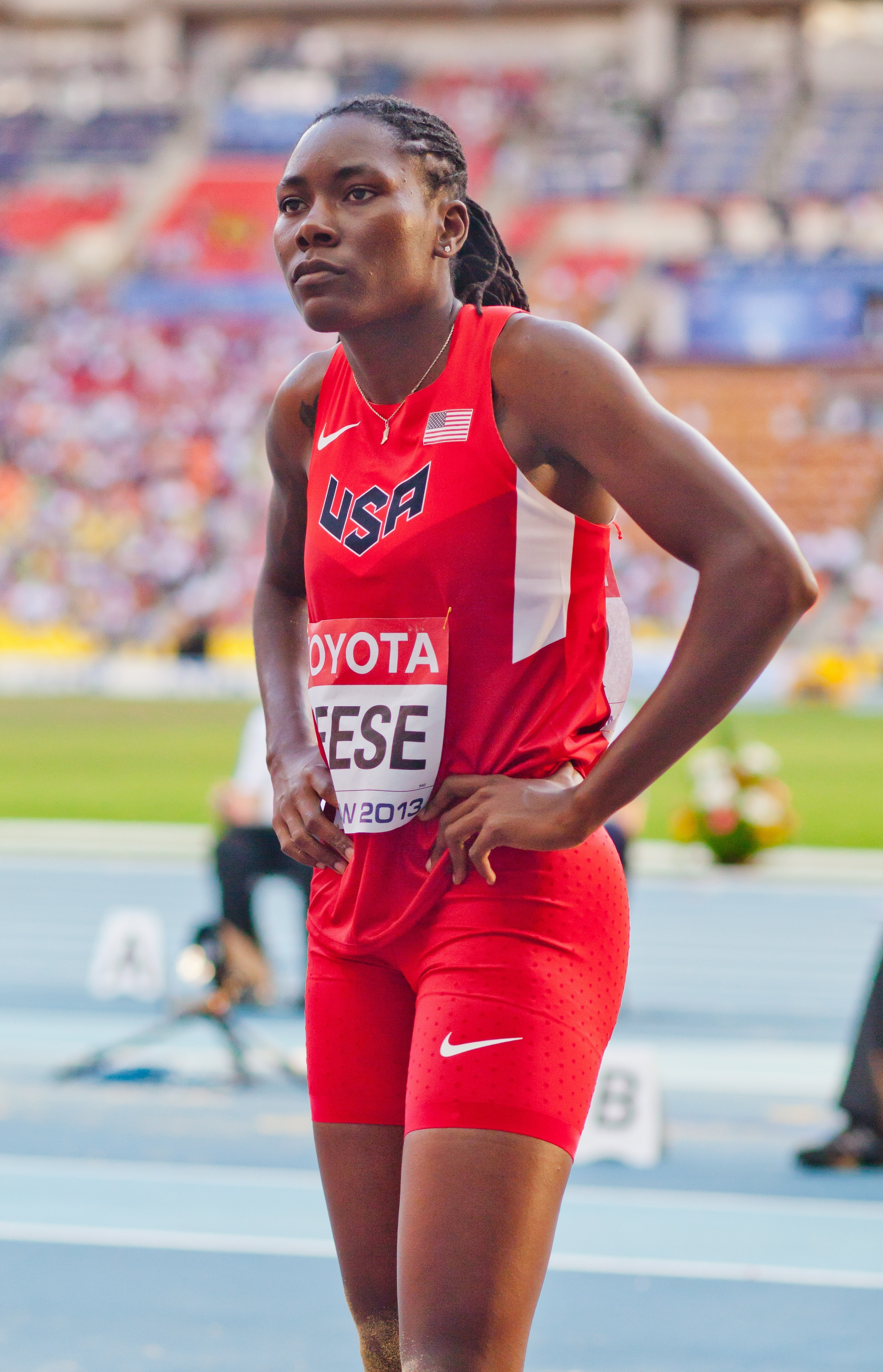
Brittney Reese durante i Mondiali di

| Anno | Manifestazione  | Sede           | Evento         | Risultato | Prestazione | Note                                     |
| ---- | --------------- | -------------- | -------------- | --------- | ----------- | ---------------------------------------- |
| 2007 | Mondiali        | Osaka          | Salto in lungo | 8ª        | 6,60 m      |                                          |
| 2008 | Giochi olimpici | Pechino        | Salto in lungo | 4ª        | 6,76 m      |                                          |
| 2009 | Mondiali        | Berlino        | Salto in lungo | Oro       | 7,10 m      | Miglior prestazione mondiale stagionale  |
| 2010 | Mondiali indoor | Doha           | Salto in lungo | Oro       | 6,70 m      |                                          |
| 2011 | Mondiali        | Taegu          | Salto in lungo | Oro       | 6,82 m      |                                          |
| 2012 | Mondiali indoor | Istanbul       | Salto in lungo | Oro       | 7,23 m      | Record dei campionati                    |
| 2012 | Giochi olimpici | Londra         | Salto in lungo | Oro       | 7,12 m      |                                          |
| 2013 | Mondiali        | Mosca          | Salto in lungo | Oro       | 7,01 m      |                                          |
| 2015 | Mondiali        | Pechino        | Salto in lungo | 24ª (q)   | 6,39 m      |                                          |
| 2016 | Mondiali indoor | Portland       | Salto in lungo | Oro       | 7,22 m      | Miglior prestazione mondiale stagionale  |
| 2016 | Giochi olimpici | Rio de Janeiro | Salto in lungo | Argento   | 7,15 m      |                                          |
| 2017 | Mondiali        | Londra         | Salto in lungo | Oro       | 7,02 m      |                                          |
| 2018 | Mondiali indoor | Birmingham     | Salto in lungo | Argento   | 6,89 m      | Miglior prestazione personale stagionale |
| 2019 | Mondiali        | Doha           | Salto in lungo | 13ª (q)   | 6,52 m      |                                          |
| 2021 | Giochi olimpici | Tokyo          | Salto in lungo | Argento   | 6,97 m      |                                          |

## Campionati nazionali
- 7 volte campionessa nazionale assoluta del salto in lungo (2008, 2009, 2010, 2011, 2012, 2014, 2016)
- 4 volte campionessa nazionale assoluta indoor del salto in lungo (2009, 2010, 2016, 2018)

## Altre competizioni internazionali
2009
- Oro alla World Athletics Final ( Salonicco), salto in lungo - 7,08 m

2010
- Vincitrice della Diamond League nella specialità del salto in lungo (18 punti)

2011
- Vincitrice della Diamond League nella specialità del salto in lungo (23 punti)